# Genie (dzikie dziecko)
Genie (ur. 18 kwietnia 1957 w Arcadia, Kalifornia) – kobieta, która do 13. roku życia była więziona w swoim pokoju bez kontaktu z otoczeniem. Została odkryta przez władze Los Angeles 4 listopada 1970.
Jedno z najsłynniejszych dzikich dzieci. Jej przypadek posłużył do weryfikacji hipotezy okresu krytycznego. „Genie” to pseudonim nadany dziewczynie przez opiekujących się nią lekarzy i terapeutów. Historia dziewczyny została ukazana w dokumencie The Secret of the Wild Child (1994) oraz w filmie fabularnym Ptaszek w klatce (2001).

## Życiorys

### Wczesne dzieciństwo
Pierwsze dziecko rodziców Genie zmarło na zapalenie płuc w wieku dwóch i pół miesiąca, a drugie dwa dni po urodzeniu. Trzecie dziecko, starszego brata Genie, wzięła pod opiekę babka dziewczynki. Wkrótce po narodzinach Genie, czwartego i ostatniego dziecka, babka zginęła potrącona przez ciężarówkę, a chłopiec wrócił do rodziców.
Od kiedy Genie skończyła 20 miesięcy, była zmuszana przez ojca do życia w niemal całkowitej izolacji – dnie spędzała w ciemnym pokoju, przywiązana do toalety dla dzieci przypominającej krzesło, mogąc poruszać tylko dłońmi i stopami, a nocami była ubierana w rodzaj kaftanu bezpieczeństwa i umieszczana w łóżeczku zabezpieczonym metalową siatką. Ojciec nie rozmawiał z dziewczynką, natomiast szczekał, warczał w jej obecności i bił ją, jeśli wydała jakikolwiek dźwięk. Ponieważ słaby wzrok matki uniemożliwiał jej opiekę nad Genie, zajmował się tym starszy brat instruowany przez ojca.

### Odnalezienie
4 listopada 1970, kiedy Genie miała 13 i pół roku, matka uciekła wraz z nią z domu i zgłosiła się do pomocy społecznej. Gdy okazało się, w jak złym stanie jest dziewczynka, została wezwana policja. Genie ważyła tylko 26 kg, nie mogła wyprostować rąk i nóg, nie potrafiła przeżuwać i była niemal całkowicie niema. Obojgu rodzicom zostały postawione zarzuty nadużycia władzy rodzicielskiej. Ojciec Genie popełnił samobójstwo w dniu, w którym miał po raz pierwszy stawić się w sądzie, a przed śmiercią zostawił notatkę o treści: „Świat nigdy nie zrozumie”.

### Terapia
Po pobycie w szpitalu pierwszym opiekunem Genie została jej nauczycielka, Jean Butler. Genie miała trafić do niej tylko na krótki czas, jednak pobyt się przedłużał. Butler opiekowała się Genie dość zaborczo, ograniczając jej kontakty z pozostałymi członkami zespołu terapeutów – Susan Curtiss i Jamesem Kentem. Kiedy Butler wystąpiła z wnioskiem o przyznanie prawnej opieki nad dzieckiem, otrzymała odpowiedź odmowną.
Genie wróciła do szpitala, po czym trafiła pod opiekę terapeuty Davida Riglera, a nową nauczycielką nastolatki została jego żona, Marylin. Genie mieszkała z rodziną Riglerów przez cztery lata i nauczyła się m.in. języka migowego oraz uśmiechu. W tym czasie była zdolna do rozmowy o swoim dzieciństwie, a jeśli nie potrafiła wyrazić czegoś słowami, próbowała komunikować się poprzez rysunki.
Pomimo postępów National Institute of Mental Health w 1974 przerwał finansowanie projektu badania rozwoju Genie. Powodem było to, że nie był on przeprowadzany wystarczająco profesjonalnie i nie doprowadził do powstania naukowych danych. W tym samym roku Riglerowie zrezygnowali z opieki nad Genie.

### Późniejsze życie
W 1975 Genie powróciła do matki. Opieka nad dzieckiem okazała się jednak dla niej zbyt trudna, więc Genie była umieszczana w kolejnych rodzinach zastępczych, co najmniej sześciu od czasu zakończenia projektu. W niektórych z nich była fizycznie dręczona i jej rozwój gwałtownie się cofnął. Jedna z rodzin zastępczych dotkliwie karała ją za wymiotowanie, dlatego Genie nabawiła się lęku przed otwarciem ust, nawet w celu rozmowy czy jedzenia.
W 2008 telewizja ABC News poinformowała, że Genie znajduje się w prywatnym ośrodku dla opóźnionych umysłowo dorosłych w Południowej Kalifornii. Posługuje się tylko kilkoma słowami, ale pamięta język migowy, którego nauczyła się w czasie terapii. W lipcu 2016 w magazynie „The Guardian” ukazał się artykuł, którego autor Rory Carroll ustalił, że Genie nadal mieszka w Kalifornii i pozostaje pod opieką państwa, a jej brat zmarł w 2011. Dziennikarz ujawnił też, iż Susan Curtiss nie ma kontaktu z dziewczyną, mimo podejmowania licznych prób odnowienia relacji.